# جيمي غريفز
جيمس بيتر «جيمي» غريفز (بالإنجليزية: Jimmy Greaves)‏ (مواليد 20 فبراير 1940) هو لاعب كرة قدم إنجليزي سابق، وأحد أساطير الكرة الإنجليزية.
بدأ مسيرته الكروية مع نادي تشيلسي الإنجليزي في عام 1957، وقد لعب حتى عام 1961، وشارك في تلك الفترة في 157 مباراة في الدوري وسجل 124 هدف، وفي موسم 1961/1962 انتقل إلى نادي إيه سي ميلان الإيطالي ثم لعب مع نادي توتنهام هوتسبير وسجل معهم 220 هدفًا في 321 مباراة في الدوري. وفي موسم 1970/1971 لعب مع نادي وست هام يونايتد. ترشح غريفز للكرة الذهبية مع توتنهام في عام 1963 وحصل على المركز الثالث بعد أن سجل في ذلك الموسم 42 هدف وقاد توتنهام لتحقيق لقب كأس الكؤوس الأوروبية والمركز الثاني في الدوري.
لعب مع منتخب إنجلترا لكرة القدم منذ عام 1959 وحتى عام 1967، وقد شارك في 57 مباراة وسجل 44 هدف وهو رابع هدافي المنتخب الإنجليزي تاريخيًا.

## الألقاب

### الأندية
تشيلسي
- كأس الاتحاد الإنجليزي للشباب (الوصيف): 1958[5]

إيه سي ميلان
- الدوري الإيطالي الدرجة الأولى (البطل): 1961–62[6]

توتنهام هوتسبر
- كأس الاتحاد الإنجليزي لكرة القدم (البطل): 1962[7]،1967 [8]
- دوري الدرجة الأولى الإنجليزي (الوصيف): 1962–63[9]
- درع الاتحاد الإنجليزي (البطل): 1962[10]، 1967 (مناصفة)[11]
- كأس الكؤوس الأوروبية (البطل): كأس الكؤوس الأوروبية 1963[12]

### المنتخب
- بطولة الدول البريطانية (البطل): 1959–60 (مناصفة)، 1960–61، 1963–64 (مناصفة)، 1964–65، 1965–66
- بطولة الدول البريطانية (الوصيف): 1961–62، 1962–63، 1966–67
- كأس العالم: 1966[13]

## روابط خارجية
- جيمي غريفز على موقع IMDb (الإنجليزية)
- جيمي غريفز على موقع ميوزك برينز (الإنجليزية)
- جيمي غريفز على موقع قاعدة بيانات الفيلم (الإنجليزية)
- جيمي غريفز على موقع الاتحاد الدولي (مؤرشف)  (الإنجليزية)
- جيمي غريفز على موقع الاتحاد الأوربي (الإنجليزية)
- جيمي غريفز على موقع قاعدة بيانات كرة القدم.إي يو (الإنجليزية)
- جيمي غريفز على موقع ليكيب (الفرنسية)
- جيمي غريفز على موقع ناشيونال فوتبول تيمز (الإنجليزية)
- جيمي غريفز على موقع عالم كرة القدم.نت (الإنجليزية)
- جيمي غريفز على موقع eWRC-results.com (الإنجليزية)